# Kefar Glikson
Kefar Glikson (hebr. כפר גליקסון) – kibuc położony w Samorządzie Regionu Menasze, w dystrykcie Hajfa, w Izraelu. Członek Ruchu Kibucowego (Ha-Tenu’a ha-Kibbucit).

## Położenie
Kibuc leży na południe od masywu Góry Karmel, w otoczeniu miasta Barta'a, miasteczek Binjamina-Giwat Ada, Kafr Kara, Basma, Arara, kibuców Barkaj, Regawim i Galed, moszawu En Iron, oraz wioski Allone Jicchak.

## Historia
Kibuc został założony 23 maja 1939 roku przez żydowskich imigrantów z Węgier i Rumunii, jako typowa osada rolniczo-obronna. Nazwano go na cześć redaktora Mosze Gliksona (1878-1939), który w latach 1922-1937 redagował dziennik Ha-Arec.
5 września 2002 roku palestyńscy terroryści zdetonowali ładunek wybuchowy o masie 300 kg ukryty w samochodzie-pułapce zaparkowanym przy kibucu Kfar Glikson.

## Kultura i sport
W kibucu znajduje się ośrodek kultury, basen pływacki i boisko do piłki nożnej.

## Gospodarka
Gospodarka kibucu opiera się na intensywnym rolnictwie. Zakłady Omega Ltd. produkują plastikowe zabawki dla dzieci.

## Transport
Na wschód od kibucu przebiega autostrada nr 6, brak jednak możliwości bezpośredniego wjazdu na nią. Z kibucu wyjeżdża się na północ drogą nr 6522, którą dojeżdża się do wioski młodzieżowej Allone Jicchak, miasteczka Binjamina-Giwat Ada i drogi nr 653.